# Trosky
Trosky – miasto w Stanach Zjednoczonych, w stanie Minnesota, w hrabstwie Pipestone.